# Statue de Notre-Dame de France (Ancretiéville-Saint-Victor)
Pour les articles homonymes, voir Notre-Dame de France.
Ne doit pas être confondu avec Statue de Notre-Dame de France.
La statue de Notre-Dame de France est une œuvre monumentale en béton située dans la ville du Ancretiéville-Saint-Victor en France.
L'abbé de Mathan, curé de la paroisse pendant la Seconde Guerre mondiale, en est l'initiateur, lui qui en avait fait la promesse en 1939 lors de son incorporation si lui-même et les autres soldats de la commune revenaient vivants.
De retour au pays en 1946, il confie la réalisation au sculpteur Carlo Sarrabezolles sur un emplacement donné par le marquis de Paix de Cœur. La technique particulière de taille dans le béton frais.
La Vierge y est représentée couronnée et vêtue d'une longue cape où sont brodées des cathédrales; sur le col sont gravés les premiers vers de L'Ave Maria.
La statue fait l'objet d'une inscription au titre des Monuments historiques depuis le 4 octobre 2021,.